# Gare de Creil
Gare de Creil – stacja kolejowa w Creil, w departamencie Oise, w regionie Hauts-de-France, we Francji. Teren dworca znajduje się w przeważającej części na terytorium miasta Creil, północna jego część znajduje się na terenie Nogent-sur-Oise. Centrum miasta Creil, położone na lewym brzegu rzeki Oise znajduje się około kilometra na południowy wschód części.
Została otwarta w 1846 przez Compagnie du chemin de fer du Nord. Jest stacją Société nationale des chemins de fer français (SNCF) obsługiwaną przez pociągi TER Picardie. Jest to również stacja kolejowa obsługiwana przez transport kolejowy aglomeracji paryskiej (linia RER D i linia H Transilien).